# Helena Iren Michaelsen
Margrethe Jacobsen (Evje og Hornnes, 2 de junho de 1977), popular como Helena Iren Michaelsen, é uma cantora e compositora norueguesa. É mais conhecida como atual vocalista da banda de metal sinfônico Imperia, bem como de seu projeto paralelo Angel. Anteriormente ela também já esteve à frente dos grupos de metal Trail of Tears e Sahara Dust.

## Carreira

### Trail of Tears (1997–2000)
Michaelsen iniciou sua carreira em 1997 como vocalista feminina da banda de metal gótico Trail of Tears, substituindo Ales Vik, que havia saído da banda no mesmo ano. No ano seguinte, Michaelsen e o grupo gravaram e lançaram o álbum de estreia Disclosure in Red, no qual ela cantou os vocais contralto e contribuiu escrevendo algumas letras.
Em 2000, ela mais uma vez cantou os vocais contralto no álbum Profoundemonium, que foi também seu último trabalho com a banda. Ela foi substituída por Catherine Paulsen em maio do mesmo ano.

### Sahara Dust (2002)
Dois anos após sua saída do Trail of Tears, Michaelsen foi selecionada por Mark Jansen (que havia deixado o After Forever recentemente) para o posto de vocalista de sua nova banda de metal, Sahara Dust. No entanto, Michaelsen saiu do grupo logo em seguida e foi substituída pela até-então desconhecida Simone Simons.
A banda posteriormente mudou seu nome para Epica, inspirado no álbum de mesmo título lançado pela banda americana Kamelot em 2003.

### Imperia e Angel (2003–presente)
Após sair do Sahara Dust, Michaelsen se juntou ao baterista Steve Wolz (que também tocou na banda de Mark Jansen) e eles se mudaram para a Noruega. Assim que ambos retornaram à Holanda, eles formaram a banda Imperia.
Com o Imperia, Michaelsen e Wolz gravaram um cover da canção "The Lotus Eaters" da banda Dead Can Dance para um álbum tributo de mesmo nome, lançado pela gravadora grega Black Lotus. A faixa foi posteriormente incluída no álbum de estreia do Imperia, The Ancient Dance of Qetesh (2004).
Ela também mantém um projeto paralelo desde 2004 intitulado Angel, com o qual já lançou três álbuns de estúdio.

## Vida pessoal
Seu nome de nascença era Margrethe Jacobsen, mas ela o mudou aos 18 anos de idade. É casada com o músico alemão Oliver Philipps, e atualmente reside em Froland, Noruega, tendo dois filhos: Joackim (nascido em 1995), e Angel (nascida em 2006). Sua filha foi sequestrada em 2014 e não tem contato com Michaelsen desde 2018.

## Discografia

### Trail of Tears
- Disclosure in Red (1998)
- Profoundemonium (2000)

### Imperia
- The Ancient Dance of Qetesh (2004)
- Queen of Light (2007)
- Secret Passion (2011)
- Tears of Silence (2015)
- Flames of Eternity (2019)
- The Last Horizon (2021)
- Dark Paradise (2024)

### Angel
- A Woman's Diary – Chapter I (2005)
- A Woman's Diary – Chapter II (2020)
- A Woman's Diary – The Hidden Chapter (2020)

### Participações
| Ano  | Artista       | Álbum             | Faixa              |
| ---- | ------------- | ----------------- | ------------------ |
| 2002 | Black Horizon | Infinity of Chaos | (Múltiplas faixas) |
| 2003 | Nox           | Zazaz             | (Múltiplas faixas) |